# 도전! 골든벨
《도전! 골든벨》은 1999년 1월 8일부터 2020년 6월 28일까지 21년간 방영된 고등학생을 대상으로 한 청소년 퀴즈 프로그램이다. 당초 재개할 예정이었으나, 결국 최종 종영하여 끝난 프로그램이었으며, 종영 그후 《이슈 픽 쌤과 함께》로 대신 방송시간에 다른 프로그램으로 방영 중이다.

## 역대 MC

### 남자
| 역대 (대수) | MC           | 진행 기간                           | 비고                         |
| ----------- | ------------ | ----------------------------------- | ---------------------------- |
| 1대         | 김홍성       | 1999년 1월 8일 ~ 1999년 8월 27일    | 《접속! 신세대》 코너 편성   |
| 1대         | 김홍성       | 1999년 9월 3일 ~ 2001년 3월 30일    | 프로그램 독립 편성(2TV 이후) |
| 2대         | 윤인구(24기) | 2001년 4월 6일 ~ 2001년 11월 2일    | 2TV 편성 당시                |
| 2대         | 윤인구(24기) | 2001년 11월 11일 ~ 2002년 11월 10일 | 1TV 편성 당시                |
| 3대         | 김홍성       | 2002년 11월 17일 ~ 2005년 9월 11일  |                              |
| 4대         | 김현욱(26기) | 2005년 9월 25일 ~ 2011년 2월 20일   |                              |
| 5대         | 김승휘       | 2011년 2월 20일 ~ 2012년 3월 18일   |                              |
| 6대         | 박태원(30기) | 2012년 3월 25일 ~ 2016년 1월 3일    |                              |
| 7대         | 오승원(30기) | 2016년 1월 10일 ~ 2018년 6월 17일   |                              |
| 8대         | 강성규       | 2018년 6월 24일 ~ 2020년 6월 28일   |                              |

### 여자
| 역대 (대수) | MC           | 진행 기간                           | 비고                         |
| ----------- | ------------ | ----------------------------------- | ---------------------------- |
| 1대         | 손미나(24기) | 1999년 1월 8일 ~ 1999년 8월 27일    | 《접속! 신세대》 코너 편성   |
| 1대         | 손미나(24기) | 1999년 9월 3일 ~ 2001년 5월 18일    | 프로그램 독립 편성(2TV 이후) |
| 2대         | 최원정       | 2001년 5월 25일 ~ 2001년 11월 2일   | 2TV 편성 당시                |
| 2대         | 최원정       | 2001년 11월 11일 ~ 2004년 5월 2일   | 1TV 편성 당시                |
| 3대         | 김보민       | 2004년 5월 9일 ~ 2007년 5월 20일    |                              |
| 4대         | 오정연       | 2007년 5월 27일 ~ 2008년 12월 7일   |                              |
| 5대         | 박은영(33기) | 2008년 12월 14일 ~ 2009년 11월 29일 |                              |
| 7대         | 정다은(34기) | 2009년 12월 6일 ~ 2011년 12월 4일   |                              |
| 6대         | 차다혜       | 2011년 12월 11일 ~ 2012년 10월 7일  |                              |
| 7대         | 가애란       | 2012년 10월 14일 ~ 2012년 12월 23일 |                              |
| 8대         | 정지원(38기) | 2013년 1월 6일 ~ 2013년 10월 27일   |                              |
| 9대         | 전주리       | 2013년 11월 3일 ~ 2015년 3월 29일   |                              |
| 10대        | 김지원(39기) | 2015년 4월 5일 ~ 2017년 5월 28일    |                              |
| 11대        | 박소현(42기) | 2017년 6월 4일 ~ 2018년 9월 30일    |                              |
| 12대        | 이혜성       | 2018년 10월 7일 ~ 2019년 3월 3일    | 이씨 최초 여자 아나운서 진행 |
| 13대        | 강서은       | 2019년 3월 10일 ~ 2019년 8월 25일   |                              |
| 14대        | 박지원       | 2019년 9월 1일 ~ 2020년 6월 28일    |                              |

## 역대 진행 방식
- 50개의 문제가 출제되며, 학생은 문제를 듣고 답을 자신의 답안판에 쓴다.
- 문제를 맞히지 못한 학생은 장외로 나가게 되며 문제를 풀수록 살아남은 사람의 수가 적어진다.
- 48번 문제까지 찬스를 사용할 수 있으며, 마지막까지 살아남은 1명을 최후의 1인이라고 한다. 최후의 1인이 마지막 50번째 문제까지 다 풀게 되면 골든벨을 울릴 수 있고, 명예의 전당에 이름을 올리게 된다.[3]
- 마지막 50번 문제는 특별한 사유가 없는 한 참가 학교의 교장이 아나운서석에서 직접 출제하지만, 참가 학교의 교장이 불참일 경우 위원장 또는 국세청장이나 해당 교육기관 관장 또는 해당 직장기관 회장이 아나운서석에서 직접 출제했다.

## 골든벨 소재를 응용하거나 차용한 예들
- 스타 골든벨 - KBS 2TV(2004년 11월 7일부터 2010년에 5월 8일에 종영), 스타 골든벨 1학년 1반 - KBS 2TV(2010년 5월 15일부터 2010년 11월 20일에 종영)
- 이 외에 각종 행사 등에서 'OO 골든벨' 혹은 '도전 OO벨'이라는 이름으로 도전 골든벨의 형식을 패러디한 퀴즈 행사를 여는 경우를 종종 볼 수 있으며, 형식은 보통 왕중왕전 진행 형식과 유사하게 진행하는 경우가 많은 편이다.

## 수상 경력
- 2002년 제29회 한국방송대상 어린이청소년부문 작품상

## 같이 보기
- 장학퀴즈 (EBS 1TV)
- 이슈 픽 쌤과 함께